# 연평고등학교
연평고등학교(延坪高等學校)는 대한민국 인천광역시 옹진군 연평면 연평리에 있는 공립 고등학교이다.

## 학교 연혁
- 1947년 4월 7일 : 강령농업중학교 개교
- 1953년 11월 30일 : 강령중학교로 교명 변경
- 1966년 9월 1일 : 연평중학교로 교명 변경
- 1978년 12월 29일 : 연평고등학교 설립 인가
- 1979년 3월 5일 : 연평고등학교 개교
- 1999년 3월 1일 : 초ㆍ중ㆍ고등학교 통합
- 2022년 1월 5일 : 제41회 졸업(12명) 누계 589명
- 2023년 3월 1일 : 고등학교 제27대 이형자 교장 취임
- 2023년 1월 4일 : 졸업식 중학교 제69회
- 2023년 1월 4일 : 졸업식 고등학교 제42회

## 참고 자료
- 연평고등학교 - 한국교육학술정보원 학교알리미